# Abrial A-1

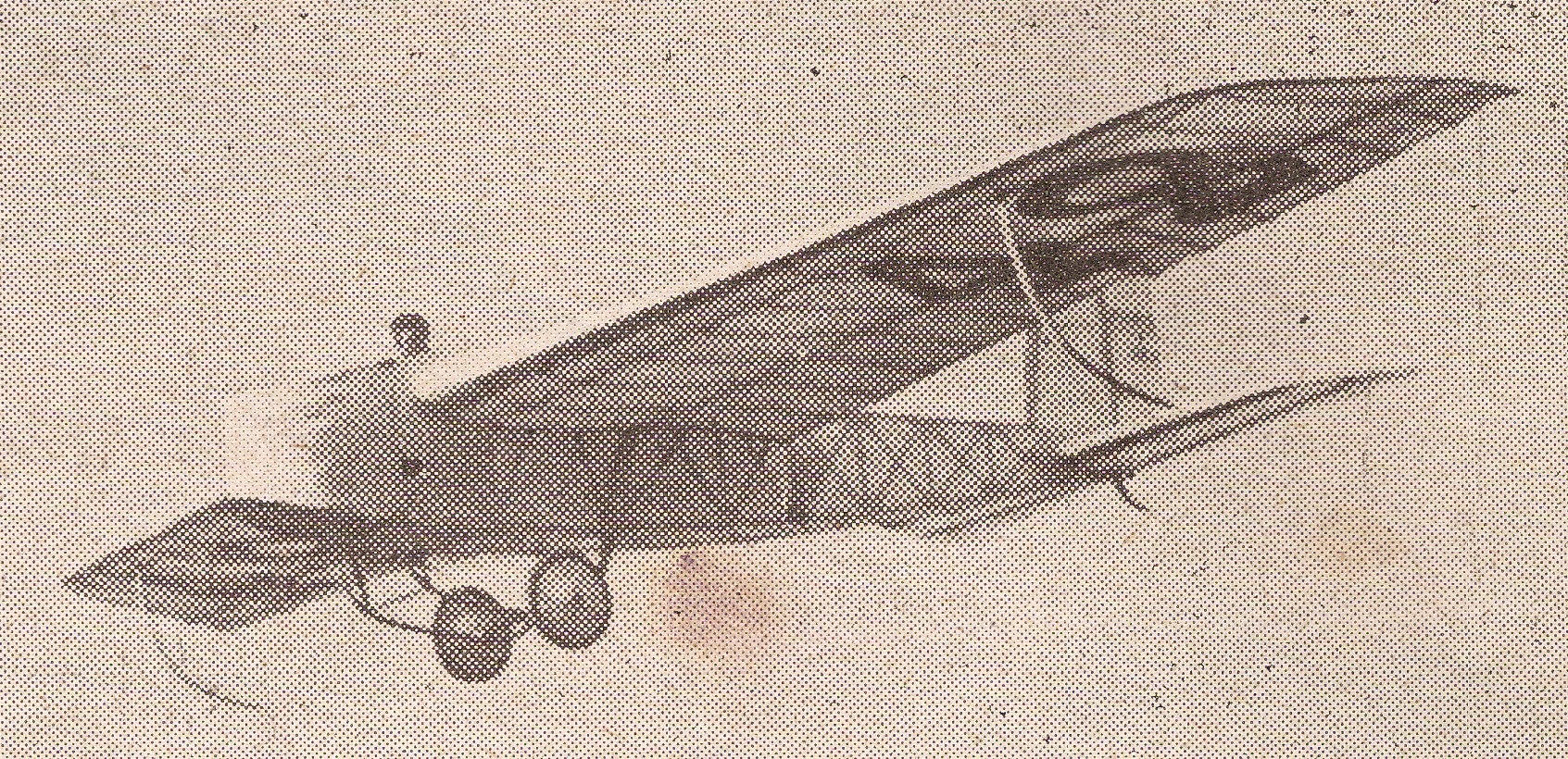
Le planeur Abrial A-1 en 1922.

L'Abrial A-1 est le premier planeur grandeur réalisé par Georges Abrial, en 1922. Connu aussi comme Levasseur-Abrial A-1, il est détruit lors de son quatrième vol.